# Jacques Clouseau
Jacques Clouseau, beter bekend als (Chief) Inspector Clouseau, is het belangrijkste personage in de comedyfilmreeks The Pink Panther van de Amerikaanse filmregisseur en scenarist Blake Edwards. Zijn rol is in de in totaal 11 films (1963 - 2009) afwisselend vertolkt door Peter Sellers, Alan Arkin, Roberto Benigni en Steve Martin.

## Biografie
Clouseau is geboren op 8 september 1920. Hij wilde van kinds af aan al politieagent worden. Hij speelde veel op straat als "de held". Zijn vrienden moesten dan als boeven spelen, Clouseau ving ze. Dit deed hij eigenlijk vooral om indruk te maken op een meisje dat hij leuk vond.
Toen hij waarschijnlijk rond de 18 was, ging het meisje waar hij verliefd op was trouwen met een ander. Clouseau was daar kapot van, en besloot dat "het leven niet langer de moeite waard was". Hij besloot zelfmoord te gaan plegen. Hij deed alle ramen in zijn appartement dicht en stak het gas aan. Daardoor stik je. Terwijl hij aan het stikken was, schreef hij een afscheidsbrief. Toen kwam er opeens een stroomstoring in Clouseaus appartement, en het halve huis vloog de lucht in. Zo overleefde hij het toch.
Tijdens de Tweede Wereldoorlog zat Clouseau in het verzet. Daarna ging hij naar de politieschool. Hij werd politieagent en later inspecteur (detective).

## Films met Clouseau
- The Pink Panther (1963) met als Inspector Clouseau Peter Sellers.
- A Shot in the Dark (1964)  met als Inspector Clouseau Peter Sellers.
- Inspector Clouseau (1968) met als Inspector Clouseau Alan Arkin.
- Return of the Pink Panther (1974) met als Inspector Clouseau Peter Sellers.
- The Pink Panther Strikes Again (1976) met als Inspector Clouseau Peter Sellers.
- Revenge of the Pink Panther (1978) met als Inspector Clouseau Peter Sellers.
- Trail of the Pink Panther (1982) met als Inspector Clouseau Peter Sellers.
- Son of the Pink Panther (1993) met als Inspector Clouseau Roberto Benigni.
- The Pink Panther (2006) met als Inspector Clouseau Steve Martin.
- The Pink Panther Deux (2009) met als Inspector Clouseau Steve Martin

Romance of the Pink Panther (1980) werd maar half afgemaakt, omdat Sellers tijdens het maken van de film overleed. Mede met behulp van oudere beelden uit de eerdere films werd een nieuwe film gemaakt, Trail of the Pink Panther (1982). In Curse of the Pink Panther (1983) neemt een andere politie-inspecteur, genaamd Clifton Sleigh, de rol van Clouseau over.

## Trivia
- Peter Sellers leed aan hartproblemen, waardoor het altijd lang duurde voordat een film uitkwam. Hij kreeg vaak een hartaanval en moest dan herstellen.
- Een groot deel van de films is geregisseerd door de wereldberoemde Blake Edwards. Kenners vinden de films die hij heeft gemaakt het beste.
- Tussen 1964 en 1974 hadden Sellers en Edwards ruzie, waardoor er geen films meer werden gemaakt met Sellers.
- De Belgische popgroep Clouseau baseerde zijn naam op het filmpersonage.[1]